# Schöne Aussicht (Bad Steben)
Schöne Aussicht ist ein Gemeindeteil des Marktes Bad Steben im Landkreis Hof (Oberfranken, Bayern). Schöne Aussicht liegt in der Gemarkung Carlsgrün.

## Geografie
Südlich der Einöde grenzt der Obere Kurpark von Bad Steben an. Eine Ortsstraße führt nach Carlsgrün zur Kreisstraße HO 29 (300 m nordwestlich) bzw. direkt zur HO 29 (150 m östlich).

## Geschichte
Schöne Aussicht wurde in der ersten Hälfte des 20. Jahrhunderts auf dem Gemeindegebiet von Carlsgrün gegründet. Auf einer topographischen Karte von 1940 sind die beiden Anwesen verzeichnet, jedoch noch ohne Ortsnamen. Im Zuge der Gebietsreform in Bayern wurde Schöne Aussicht am 1. April 1971 nach Bad Steben eingemeindet.

### Einwohnerentwicklung
| Jahr      | 1950  | 1961  | 1970  | 1987   | 2013 |
| Einwohner | 12    | 5     | 5     | 6      | 5    |
| Häuser    | 2     | 2     |       | 2      |      |
| Quelle    | [ 7 ] | [ 8 ] | [ 9 ] | [ 10 ] |      |

## Religion
Schöne Aussicht ist evangelisch-lutherisch geprägt und bis heute nach Bad Steben gepfarrt.